# Walter Jackson Freeman II
Walter Jackson Freeman II (Filadelfia, 14 novembre 1895 – San Francisco, 31 maggio 1972) è stato un medico e neurologo statunitense, famoso per aver promosso negli Stati Uniti l'intervento di lobotomia.

## Biografia

### Famiglia e formazione
Walter Jackson Freeman nacque il 14 novembre del 1895 a Filadelfia in una facoltosa famiglia di medici: il nonno, William Williams Keen (1837-1932), era diventato famoso durante la guerra civile americana per essere stato il primo neurochirurgo statunitense; il padre, Walter Jackson Freeman Jr. (1860-1920)  era un affermato otorinolaringoiatra.
La prima scuola che Walter frequentò era situata nei pressi di casa sua, nel quartiere di Rittenhouse Square. All'età di otto anni si trasferì per meriti all'accademia episcopale locale, nella quale studiò approfonditamente sia il greco che il latino. All'età di circa tredici anni Walter trovò l'hobby perfetto per un ragazzo più interessato a osservare gli altri piuttosto che indagare su sé stesso: la fotografia, che successivamente gli si rivelò utile anche in ambito lavorativo.
Completati gli studi a soli sedici anni, il ragazzo frequentò dall'inverno del 1912 la Yale University, nota al tempo come Yale College. Al primo anno di corsi Walter non trovò interessanti le materie e faticò ad integrarsi, anche a causa della sua giovane età. Il suo precoce percorso scolastico gli evitò l'arruolamento nella prima guerra mondiale, obbligatorio per i diciottenni. Inizialmente interessato a diventare ingegnere, venne a contatto, per un episodio di febbre tifoide, con l'ambiente medico. Tornato a Yale dopo aver perso gran parte del semestre per la convalescenza, il giovane Freeman, diplomatosi a vent'anni, decise di studiare medicina, seguendo le orme del padre e del nonno.
Entrare alla facoltà di medicina per uno che aveva studiato con poco interesse le materie scientifiche sarebbe stato difficile, così frequentò la scuola estiva della University of Chicago per colmare le sue lacune accademiche. Durante i corsi scoprì di essere particolarmente portato per la memorizzazione di formule e il lavoro in laboratorio. Walter riuscì ad entrare al campus di Filadelfia della University of Pennsylvania. Era specialmente interessato alle applicazioni cliniche dell'anatomia e della fisiologia ai problemi neurologici, indagati da William Gibson Spiller (1863-1940), professore suo mentore, di cui spesso visitava il laboratorio.
Freeman iniziò il suo internato allo University Hospital a Filadelfia nel febbraio 1921, dopo la laurea in neurologia. Allievo del neurochirurgo Charles H. Frazier (1870-1936), con il quale sperimentò per la prima volta l'analisi dei pazienti, ampliò i suoi interessi nello studio di laboratorio e di neuropatologia. Dopo la laurea compì un viaggio in Europa, dove, per via della guerra, si erano sviluppate le più avanzate ricerche e programmi di sviluppo della neurologia clinica.
Si recò inizialmente a Parigi, dove la Salpêtrière, istituto di neurologia fondato come ospedale nel XVII secolo e rinomato per gli studi di psichiatra di Jean Martin Charcot, accettava studenti stranieri come assistenti. Freeman rimase affascinato dalla straordinaria varietà di casi clinici che il primario Pierre Marie aveva lì raccolto, prestava molta attenzione alla sua metodologia di analisi e quando il professore si ritirò dalla Salpêtrière, Walter decise che era arrivato il momento di spostarsi.
Arrivato a Roma seguì gli studi di Giovanni Mingazzini, fondatore della clinica psichiatrica di Roma, professore di neurologia e psichiatria all'Università di Roma. Lo specializzando approfondì l'analisi della struttura del sistema nervoso, studiando soprattutto l'anatomia del cervello sugli animali: una delle più fruttuose esperienze venne dall'autopsia di un elefante morto in uno zoo. Nel 1924 scrisse un articolo sull'anatomia del sistema nervoso, pubblicato inizialmente solo su un giornale estone e successivamente rivalutato e mandato in stampa dal Journal of Nervous and Mental Disease.

### Medico e docente universitario
A conclusione della sua esperienza italiana decise di proseguire gli studi a Vienna, ma suo nonno Keen lo informò di un posto come capo dei laboratori al St. Elizabeths Hospital di Washington. Walter tornò negli Stati Uniti e, nonostante l'ammirazione del primario dell'ospedale William Alaston White (1870-1937), cercò inizialmente il posto di docente che aveva sempre desiderato, con attività sia cliniche sia di laboratorio. Chiese all'ex mentore Spiller di poter lavorare come suo assistente universitario nella sua città natale in Pennsylvania, ma venne respinto,  perciò Freeman, arrivato a Washington nel luglio del 1924, iniziò a lavorare nel laboratorio dell'ospedale psichiatrico St. Elizabeth come unico neurologo. In quegli anni ebbe modo di notare le condizioni di disagio e di dolore che i pazienti erano costretti a sopportare e questa esperienza lo incoraggiò a ricercare una soluzione definitiva per i malati psichiatrici.
Nonostante lavorasse nel laboratorio dell'ospedale, Walter non rinunciò alla sua ricerca del posto di docente: grazie a una telefonata a Eugene R. Whitmore, professore di patologia alla scuola di medicina dell'Università di Georgetown, ricevette la proposta di una cattedra associata di patologia, che Freeman accettò nonostante non fosse retribuita. Così iniziò la sua carriera accademica e per i successivi sette anni tenne delle lezioni di autopsia agli studenti del secondo anno di medicina. Mentre lavorava alla Georgetown, Freeman accettò il posto di professore di neuropatologia di un'altra università, la George Washington University. Gli studenti furono talmente entusiasti delle sue lezioni che chiesero all'università che Freeman fosse il sostituto di un altro professore, così nell'inverno del 1926 ottenne la cattedra del dipartimento. Lavorò alla George Washington University fino al 1954.
Durante gli anni di insegnamento scrisse il suo primo libro: Neuropatology - The Anatomic Foundation of Nervuos Diseases, completato nel 1932 e pubblicato un anno dopo.
Durante la metà degli anni venti, una volta alla George Washington, migliorò la sua reputazione assumendo cariche tra numerose società e associazioni. Con il suo lavoro alla American Board of Psychiatry and Neurology creò un esame che accertasse la competenza lavorativa sia degli psichiatri che dei neurologi. Nel dicembre del 1934 Freeman fu tra i venti psichiatri e neurologi che a New York definirono il processo di certificazione; gli esami ebbero inizio nel 1935. Fu eletto segretario nel 1927 e quattro anni dopo diventò presidente dell'America Medical Association.

#### Principali contributi scientifici
Durante gli anni di insegnamento alla George Washington University Freeman portò avanti alcune ricerche: cercò, con la collaborazione di Herbert Schoenfeld, un modo per fotografare il sistema ventricolare del cervello attraverso l'uso di agenti chimici radioattivi, che però avevano il difetto di provocare molto spesso tumori, infiammazioni e irritazioni; un altro studio, che si rivelò inconcludente, era quello sull'origine della sclerosi multipla.
La sua più famosa e controversa ricerca fu quella di trovare una tecnica chirurgica che permettesse di curare i malati psichiatrici, ma, essendo soltanto un neurologo, per portarla avanti aveva bisogno di un neurochirurgo. Il partner perfetto arrivò nel 1935: James Wiston Watts (1904-1994), incontrato per la prima volta alla conferenza dell'America Neurological Association nell'estate del 1933 e con il quale condivideva gli interessi per la nascita di una nuova procedura di azione sul sistema nervoso.

##### Lobotomia
Un trampolino di lancio per la ricerca arrivò dopo i viaggi in Europa per il Congresso internazionale di neurologia: a Berna, in Svizzera, nel 1931 Freeman ebbe modo di incontrare Ivan Pavlov, un leggendario psicologo russo. Quattro anni dopo, al secondo congresso a Londra, numerosi luminari, tra cui nuovamente Pavlov, influenzarono gli studi di Freeman, tra tutti il portoghese Egas Moniz, che presentò una ricerca, simile alla sua, riguardante l'uso del torotrasto, una sospensione con particelle radioattive per l'angiografia cerebrale.
Il convegno, però, fu incentrato sulle nuove scoperte relative alla funzione specifica che i lobi frontali del cervello potessero assumere nell'attività cerebrale; tra le ricerche esposte la più rivoluzionaria fu quella di John Fulton e Carlyle Jacobsen, che constatarono gli effetti tranquillizzanti che l'asportazione dei lobi frontali potesse avere sugli scimpanzé: gli animali, dopo l'operazione, non presentarono più frustrazioni e disturbi emotivi, ma il resto delle loro funzioni cerebrali rimase invariato.
In Portogallo Moniz fu il primo, influenzato dagli studi dello psichiatra di Basilea Johann Gottlieb Burckhardt (1836-1907), direttore di un manicomio a Neuchâtel, autore dei primi interventi su malati mentali, ad intuire la possibile applicazione della scoperta in ambito medico. Nel novembre del 1935 iniziò ad operare su cervelli umani per curare le malattie mentali, inventando una nuova procedura di psicochirurgia chiamata "leucotomia prefrontale". Freeman, con l'aiuto di Watts, iniziò a ripetere l'operazione inizialmente su dei cadaveri, cercando di analizzare e riportare quelle coordinate identificate da Egas, che oramai considerava suo mentore, tanto da nominarlo per il Nobel nel 1943. Soltanto un anno dopo, il 14 settembre del 1936, operarono la prima paziente, Alice Hood Hammatt, riproducendo l'operazione con successo. Dopo di lei, altre sei persone si sottoposero allo stesso intervento e Freeman e Watts decisero che era tempo di pubblicizzare la nuova scoperta affinché potessero usufruirne più persone possibili: alla Southern Medical Association Conference il neurologo illustrò prima i contributi del predecessore Moniz nell'ambito della psicochirurgia, poi mostrò foto dei pazienti durante gli ultimi interventi, facendo notare i risvolti positivi di tutte le operazioni. Per la prima volta fu utilizzato il termine "lobotomia" invece di leucotomia, perché ritenuto più appropriato per un'operazione che consisteva nell'asportazione dei lobi frontali. Soltanto in seguito vennero modificate le procedure dell'intervento; i primi cambiamenti si ebbero nel 1938, dopo aver constatato che soltanto uno dei venti pazienti operati aveva perso la vita: la nuova procedura spostava i punti di incisione del cranio e lesinava la quantità di fibre nervose asportate dai lobi.
Con il passare del tempo ogni malattia psichiatrica ebbe una terapia, in relazione alla necessità di cura: i pazienti potevano essere sottoposti alla “minimal lobotomy” se anziani e se la malattia si era manifestata per un breve periodo, alla “standard prefrontal lobotomy” o “radical lobotomy” per pazienti affetti da schizofrenia. Nella lobotomia minimale non veniva tagliata la parte alta dei lobi frontali, mentre quella radicale era un'operazione estesa che tagliava le fibre fino all'osso sfenoide. Intorno al 1939 Freeman iniziò a operare sotto anestesia locale, mentre faceva in continuazione domande ai pazienti al fine di capire quanto ancora si poteva andare avanti con il taglio delle fibre senza danneggiare il cervello; questo tentativo non andò a buon fine: i pazienti si agitavano e la tensione impediva la buona riuscita degli interventi, così in breve tempo i due tornarono all'anestesia totale.
Altro tentativo per esporre ai medici i procedimenti tecnici della lobotomia, nel 1942, vede Freeman e Watts presentare un libro dal titolo Psychosurgery: Intelligence, Emotion, and Social Behaviour Following Prefrontal Lobotomy for Mental Disorders.
In quell'anno i due medici avevano eseguito più di duecento interventi di lobotomia, sostenendo che il 63% dei pazienti aveva riscontrato miglioramenti, il 23% non aveva subito cambiamenti e solo il 14% era in condizioni peggiori. Il più noto caso non riuscito fu quello di Rosemary Kennedy, sorella del presidente John F. Kennedy, la quale, sottoposta alla lobotomia in casa propria, nel novembre 1941, dal neurochirurgo dottor James Winston Watts, (sotto la supervisione di Walter Jackson Freeman II che, come ricordato in precedenza, in qualità di neurologo non poteva operare), perse l'uso della parola, delle gambe e la grande creatività che la caratterizzava prima della malattia. 

###### Lobotomia transorbitale
Dopo dieci anni di lobotomia Freeman sentì parlare di una nuova procedura, inventata dal medico italiano Amarro Fiamberti, che consentiva di accedere al cervello senza forare il cranio, ma attraverso le orbite oculari. Dopo varie sperimentazioni sui cadaveri, non riuscendo a trovare un mezzo che permettesse di oltrepassare le orbite per arrivare al cervello, pensò ad un punteruolo rompighiaccio, strumento che, insieme con un martello, sembrava il più adatto per l'operazione. Nacque così la lobotomia transorbitale, molto veloce da attuare, tanto che Freeman operava in sette minuti, e meno costosa delle altre, giacché non necessitava di molto materiale né di una sala operatoria attrezzata; ogni operazione veniva così a costare 25 dollari. Trascurando l'anestesia, a cui non tutte le strutture psichiatriche ricorrevano, il duo agiva mettendo il paziente in stato confusionario attraverso delle macchine a terapia elettroconvulsivante che davano scosse elettriche a intervalli regolari di due o tre minuti. La prima paziente, Ellen Ionesco, fu operata nel gennaio del 1946. Dalla prima leucotomia alla lobotomia transorbitale, Walter Freeman intervenne su circa 2.400 pazienti.
Dopo la decima lobotomia Freeman e Watts, nonostante tredici anni di collaborazione, si separarono (1948): fu il neurochirurgo a volerlo, poiché non condivideva l'uso eccessivo di tale operazione né la sua crudeltà; nonostante ciò Freeman non cessò di credere nella sua nuova tecnica, e dopo alcuni anni constatò che sei dei dieci pazienti operati erano totalmente guariti e soltanto uno era ancora in ospedale. Nel 1950 girò un filmato, Transorbital Lobotomy, in cui eseguiva l'intervento su un cadavere, mostrando le parti da incidere e tagliare durante l'operazione. In seguito la lobotomia divenne uno degli interventi maggiormente utilizzati, tanto che le operazioni attribuite allo stesso Freeman sono circa il 10% degli interventi psichiatrici totali negli Stati Uniti; uno dei maggiori motivi di diffusione venne proprio dal neurologo, che iniziò a viaggiare per tutto il paese, visitando più di cinquantacinque ospedali in ventitré stati americani e insegnando al personale come eseguire ogni tipo di lobotomia.

### Ultimi anni di vita
Alla fine del 1953 Walter Freeman lasciò il suo incarico alla George Washington University, deluso per non essere stato nominato professore onorario di neurologia. Si trasferì in California e, intenzionato ad aprire una clinica privata in cui esercitare la psicochirurgia, dovette studiare per ottenere la licenza di pratica medica in quello stato.
Morì nell'estate del 1972 di cancro al colon.

## Scritti principali
- Neuropatology: The Anatomic Foundation of Nervous Diseases, W. B. Saunders Company, Filadelfia 1933.
- Psychosurgery: Intelligence, Emotion, and Social Behaviour Following Prefrontal Lobotomy for Mental Disorders, Charles C. Thomas Publisher, Springfield 1942.